# Rhinosimus frater
Rhinosimus frater là một loài bọ cánh cứng trong họ Salpingidae. Loài này được Alluaud miêu tả khoa học năm 1895.